# Cybianthus chamaephyta
Cybianthus chamaephyta är en viveväxtart som först beskrevs av Friedrich Ludwig Diels, och fick sitt nu gällande namn av G. Agostini. Cybianthus chamaephyta ingår i släktet Cybianthus, och familjen viveväxter. Inga underarter finns listade i Catalogue of Life.